# Freud (cràter)

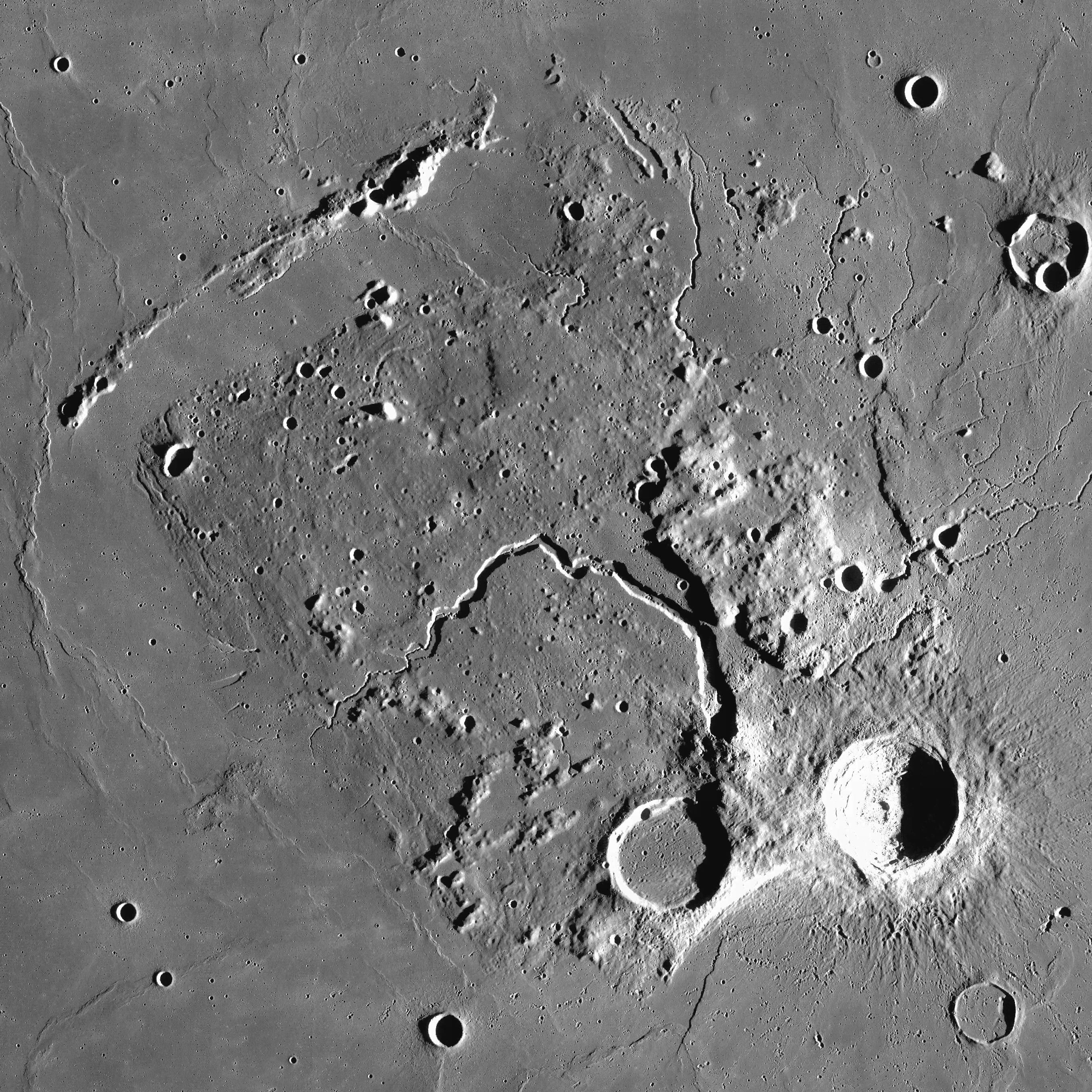
Fotografia de la missió Lunar Reconnaissance Orbiter

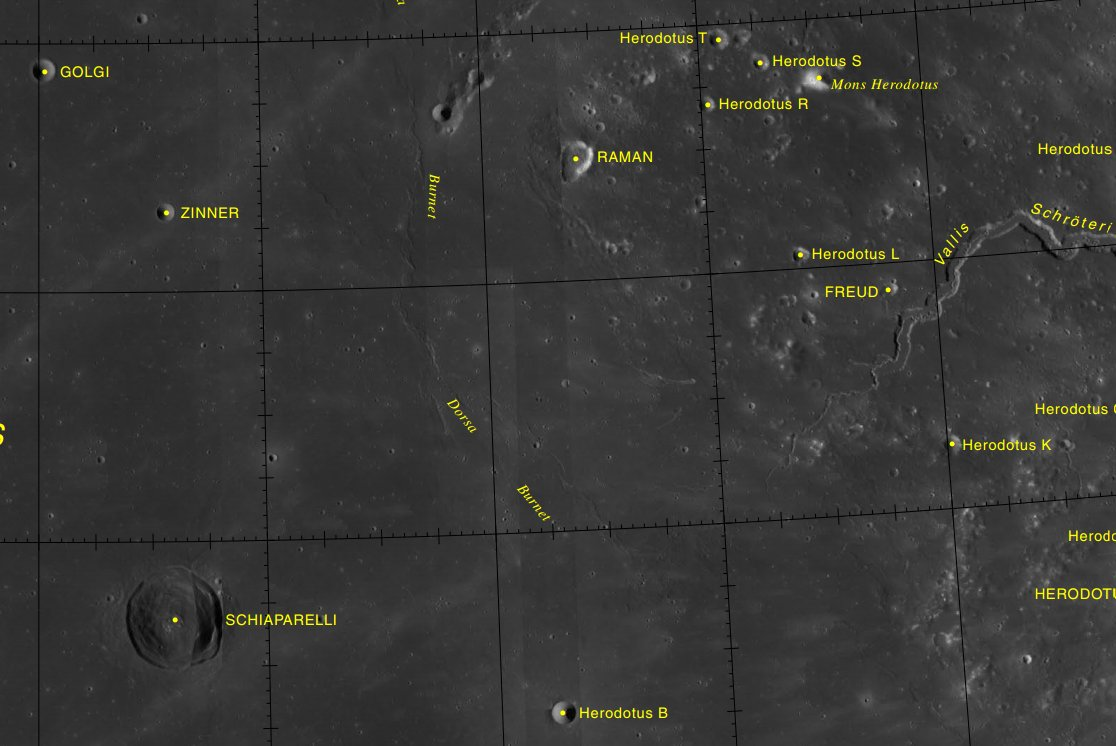
Localització de Freud. Quadrant superior dret. Fotografia de la missió Lunar Reconnaissance Orbiter

Freud és un petit cràter d'impacte que es troba en un altiplà dins de l'Oceanus Procellarum, en la part nord-oest de la cara visible de la Lluna. Està situat a uns pocs quilòmetres a l'oest de la Vallis Schröteri, una vall llarga i sinuósa que comença en el nord del cràter Heròdot, i després forma un meandre cap al nord, després cap a nord-oest i finalment cap al sud-oest, on aconsegueix la vora de la mar lunar.

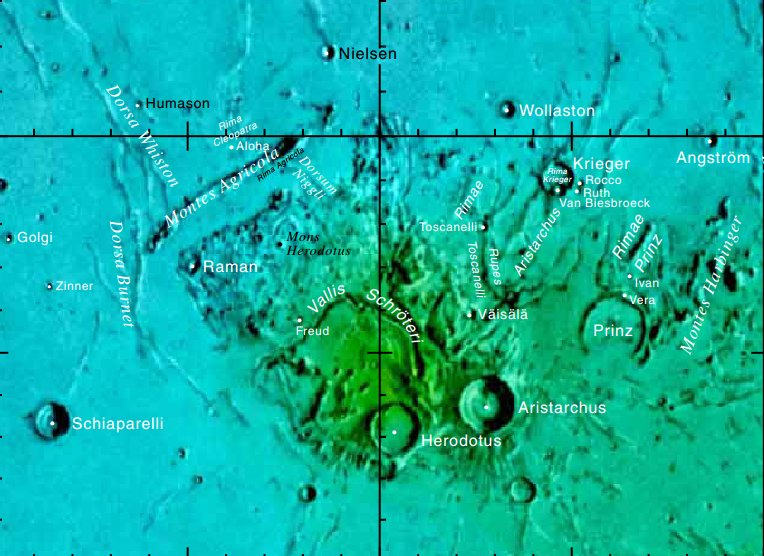
Localització al costat de la Vallis Schröteri